# ジャーボンテイ・デービス 対 ライアン・ガルシア戦
ジャーボンテイ・デービス 対 ライアン・ガルシア戦（ジャーボンテイ・デービス たい ライアン・ガルシアせん、別名It Doesn’t Get Any Better Than This）は、2023年4月22日にネバダ州ラスベガスのT-モバイル・アリーナで開催されたプロボクシングの試合。世界3階級制覇王者でWBA世界スーパーライト級レギュラー王者のジャーボンテイ・デービスと元WBC世界ライト級暫定王者のライアン・ガルシアが、136ポンドのキャッチウェイト級契約12回戦で対戦した。ShowtimeとDAZN(Showtimeの中継映像及び実況をそのまま使用した)のPPVで生中継され、PPVの売上が120万件以上を記録し、ラスベガスで開催されたボクシングの大会の中で歴代5位となる約2280万ドルの入場収益を記録するなど大成功を収めた興行となった。

## 試合までの経緯

### 両者の王座獲得から防衛まで
2021年1月2日、テキサス州ダラスのアメリカン・エアラインズ・センターでガルシアがWBC世界ライト級2位のルーク・キャンベルとWBC世界ライト級暫定王座決定戦を行い、2ラウンド目にキャンベルの左フックがクリーンヒットしダウンを喫するも、7回に左ボディブローでキャンベルをマットに沈め、7回1分58秒TKO勝ちを収め王座を獲得した。
2021年4月24日、ガルシア自身のInstagramに「現時点では、私の健康と幸福を管理することが重要です。自分自身がより強いバージョンになることに集中するため、少し休みを取ることを決めました」と、自身のうつ病やメンタルヘルス問題のために同年7月9日に対戦することが決定していたハビエル・フォルトゥナとの試合を欠場することを発表した。その後WBCが暫定王座を剥奪した。
2021年6月26日、ジョージア州アトランタのステートファーム・アリーナにて、デービスがWBA世界スーパーライト級レギュラー王者マリオ・バリオスと対戦し11回2分13秒TKO勝ちを収め、王座を獲得し3階級制覇を達成すると同時に、保持していたWBA世界スーパーフェザー級スーパー王座、WBA世界ライト級レギュラー王座と合わせて3階級王座同時保持となった。
2021年8月20日、WBAがデービスに対して王座の同時保持は認めず別の階級の王座を獲得した場合には王座獲得日から5日以内にどちらの王座を保持するかを自身の署名入りの文書によりWBAに提示しなければならないというWBAルールを適用し、デービスに保持している3つの王座の内どの王座を保持するのか決めるよう指令した。
2021年8月28日、デービスがWBA世界スーパーフェザー級スーパー王座を返上した。また、WBAは年内に行われるであろうデービスの次戦が終了次第、試合終了後48時間以内に、デービスは保持する2つの王座、WBA世界ライト級レギュラー王座、WBA世界スーパーライト級レギュラー王座の内どちらか1つを返上しなければならないと指令した。
2021年12月5日、ロサンゼルスのステイプルズ・センターでデービスがWBA世界ライト級9位のイサック・クルスと対戦し、12回3-0判定勝ちを収め2度目の防衛に成功した。この試合でデービスは100万ドル（約1億1400万円）、クルスは30万ドル（約3400万円）のファイトマネーを稼いだ。
2021年12月7日、デービスがWBA世界スーパーライト級レギュラー王座を返上した。
2022年4月9日、1年3カ月ぶりの試合をアラモドームでガルシアがエマニュエル・タゴエと139ポンド契約のノンタイトル12回戦で対戦し、2ラウンド目にダウンを奪い3-0の判定勝ちを収めた。
2022年5月28日、ニューヨーク市ブルックリン区のバークレイズ・センターにてデービスが同門かつ元WBA世界ライト級暫定王者でWBA世界ライト級1位のロランド・ロメロと対戦し、カウンターの左フックで6回2分39秒TKO勝ちを収め3度目の防衛に成功した。
2022年12月6日、デービスはこれまでSNSなどで度々メイウェザー・プロモーションズからの離脱をほのめかしていたが、改めてメイウェザー・プロモーションズと契約が満了して離脱したことを明らかにした。
2023年1月7日、ワシントンD.C.のキャピタル・ワン・アリーナにてデービスが1階級下のWBA世界スーパーフェザー級王者エクトール・ルイス・ガルシアと対戦し、8回終了後にガルシア陣営が試合を棄権しTKO勝ちを収め4度目の防衛に成功した。なお、8回途中にリングサイドで客同士の乱闘が勃発し、試合が中断するハプニングが起こった。

### 対戦決定後の概要から試合まで
2022年11月、デービスとガルシアがSNSで2023年4月に対戦する契約に合意したことを発表した。また、デービスはガルシア戦前の2023年1月7日に、WBA世界スーパーフェザー級王者エクトール・ルイス・ガルシアを相手に防衛戦を行うことを発表し、ガルシアはデービス戦へ集中するために、2023年1月28日に予定されていたメルシト・ヘスタとの試合を見送ることを発表した。
2023年2月24日、デービスとガルシアの試合が4月22日に136ポンドのキャッチウェイト契約で行われることが正式に発表された。また、デービス側の要求により試合当日の体重の上限は146ポンドに設定された。
2023年4月22日、ラスベガスのT-モバイル・アリーナにてデービスとガルシアが対戦し、7回に左ボディブローダウンを奪ったデービスが7回1分44秒KO勝ちを収めた。

## 対戦カード
^Note 1 WBA世界スーパーミドル級タイトルマッチ
^Note 2 WBAインターコンチネンタルスーパーミドル級王座決定戦
^Note 3 WBAインターコンチネンタルミドル級王座決定戦・WBCラテンアメリカミドル級タイトルマッチ
^Note 4 WBAアメリカ大陸スーパーウェルター級タイトルマッチ
^Note 5 WBAインターナショナルライト級王座決定戦